# Collegio di Ceredigion Preseli
Ceredigion Preseli è un collegio elettorale gallese, rappresentato alla Camera dei Comuni del Parlamento del Regno Unito. Elegge un membro del Parlamento con il sistema first-past-the-post, ossia maggioritario a turno unico; l'attuale parlamentare è Ben Lake di Plaid Cymru, che rappresenta il collegio dal 2024.

## Estensione
Il collegio è costituito dalle seguenti aree:
- i ward di Ceredigion di Aberaeron and Aberarth, Aberporth and Y Ferwig, Aberystwyth Penparcau, Aberystwyth Rheidol, Beulah and Llangoedmor, Borth, Ceulanamaesmawr, Ciliau Aeron, Faenor, Lampeter, Llanarth, Llanbadarn Fawr, Llandyfriog, Llandysilio and Llangrannog, Llandysul North and Troedyraur, Llandysul South, Llanfarian, Llanfihangel Ystrad, Llangeitho, Llangybi, Llanrhystyd, Llansantffraid, Llanwenog, Lledrod, Melindwr, Mwidan, New Quay with Llanllwchaiarn, Penbryn, Teifi, Tirymynach, Trefeurig, Tregaron and Ystrad Fflur e Ystwyth;
- i ward del Pembrokeshire di Boncath and Clydau, Bro Gwaun, Cilgerran and Eglwyswrw, Crymych and Mynachlog-ddu, Fishguard North East, Fishguard North West, Goodwick, Llanrhian, Maenclochog, Newport and Dinas, St Dogmaels e Wiston.

## Membri del parlamento
| Elezione | Elezione | Deputato | Partito     |
| -------- | -------- | -------- | ----------- |
|          | 2024     | Ben Lake | Plaid Cymru |

## Risultati elettorali

### Elezioni negli anni 2020
| Partito                    | Partito                                        | Candidato                  | Risultati 4 luglio 2024 | Risultati 4 luglio 2024 |
| Partito                    | Partito                                        | Candidato                  | Voti                    | %                       |
| -------------------------- | ---------------------------------------------- | -------------------------- | ----------------------- | ----------------------- |
|                            | Plaid Cymru                                    | Ben Lake                   | 21 738                  | 46,95                   |
|                            | Lib Dem                                        | Mark Williams              | 6 949                   | 15,01                   |
|                            | Laburista Co-Op                                | Jackie Jones               | 5 386                   | 11,63                   |
|                            | Reform UK                                      | Karl Robert Pollard        | 5 374                   | 11,61                   |
|                            | Conservatore                                   | Aled Thomas                | 4 763                   | 10,29                   |
|                            | Verde                                          | Tomos Barlow               | 1 864                   | 4,03                    |
|                            | Workers                                        | Taghrid Al-Mawed           | 228                     | 0,49                    |
|                            |                                                |                            |                         |                         |
| Iscritti                   | Iscritti                                       | Iscritti                   | 75 690                  | 100,00                  |
| ↳ Votanti (% su iscritti)  | ↳ Votanti (% su iscritti)                      | ↳ Votanti (% su iscritti)  | 46 302                  | 61,17                   |
| ↳ Astenuti (% su iscritti) | ↳ Astenuti (% su iscritti)                     | ↳ Astenuti (% su iscritti) | 29 388                  | 38,83                   |
|                            |                                                |                            |                         |                         |
|                            | Esito: collegio a Plaid Cymru (nuovo collegio) |                            |                         |                         |